# Her Escape
Her Escape é um filme mudo norte-americano de 1914, do gênero drama, dirigido por Joe De Grasse e estrelado por Lon Chaney. O filme é agora considerado perdido.

## Elenco
- Pauline Bush - A garota
- William C. Dowlan - Paul
- Lon Chaney - Pete
- Richard Rosson - Dope Fiend
- Laura Oakley - papel indeterminado